# 盐釜线
盐釜线（日语：／ Shiogama sen */?）是曾经连接位于宮城縣多賀城市的陸前山王站和位于同市的盐釜埠头站，隶属于日本貨物鐵道（JR货物）的铁路线。直到1956年（昭和31年）为止，该线路的名称都被写作盐竈線。由于沿线货物运输随着汽车普及而转移至公路运输导致的运输量下降，该线于1997年（平成9年）全线废除。

## 路线资料
- 管轄（事業類別）：日本貨物鐵道（第一種鐵道事業者）
- 路段（營業距離）：陆前山王站－盐釜埠头站 4.3公里
- 軌距：1067毫米
- 站數：2個（包括起終點站）
- 複線路段：沒有（全線單線）
- 電氣化路段：沒有（全線非電氣化（日语：非電化））
- 閉塞方式：Tablet閉塞式
可交會車站：沒有（全線1閉塞）

## 历史
在東北本線前身的日本铁道将线路由福岛县延伸至宫城县时，原本计划利用野蒜筑港运送建筑材料，然而由于野蒜筑港被台风摧毁，因而改为使用盐釜港运送。为了将材料由港口运送至工地，日本铁道建设了连接福岛县郡山車站和宫城县盐釜港的线路，并于1887年（明治20年）12月15日开通，在盐釜港设置了盐竈站。而当线路进一步延伸至青森县时，由于日本铁道选择由位于仙台站 - 盐竈站之间的岩切站开始延伸，越过松岛丘陵向北建设，岩切站 - 盐竈站的区间由此变更为支线。在日本铁道因铁道国有法而被国铁收购后，该支线在1909年（明治42年）国有铁道线路名称制定中，被赋予盐竈線的名称。
盐釜港在功能于昭和后期转换至仙台港之前，在东北地区凭借渔业和工商业占据着重要地位。在1926年（大正15年）仙石线的前身宫城电气铁道开通以前，盐竈线是当地唯一的铁路线，因而在货物运输占据着重要地位。1933年（昭和8年），连接盐竈站和盐竈港站的货物线开通时，为防止船只通行而设置了升开式升降桥。而在宫城电气铁道开通后，在盐竈市内则有长达2公里的区间和盐竈线并行建设。
由于東北本線的岩切站 - 利府站 - 品井沼站的坡度较高，当运行较长编组的列车时则需要补机，使得该去了成为了运输的瓶颈。因此，为改善该区间的运输情况，国铁于1944年（昭和19年）建设了一条连接盐竈线的陆前山王站与品井沼站的货物专用线“东北海岸线”。原属于盐竈线的岩切站 - 陆前山王站在此之后被编入东北本线，使得盐竈线仅剩陸前山王站 - 盐竈站的区间。
在战后，东北海岸线运行了以急行列车为主的大量旅客列车。当东北本线因运输量增加而开始进行复线化时，由于海岸线（海线）沿线区间更为平缓，人口较多，因而被编入东北本线，而原本的旧线（山线）也被废除。
1956年（昭和31年），由于新线设置了盐釜站和新松岛站（现在的松島站），盐釜市内的旅客也由此转移至东北本线，盐釜线的旅客列车由此尽数废除（除返乡临时列车）。盐竈线亦在此时改名为盐釜线，位于线路内的盐竈站和盐竈港站也同时改名为盐釜港站和盐釜埠头站，转为货运线路。1965年（昭和40年），连接盐釜港站和盐釜鱼市场站的支线开通，但由于盐釜魚市场的产量大幅减少，于1978年（昭和53年）废除。该支线的原址在1981年（昭和56年）转用为仙石线的西盐釜 - 本盐釜 - 东盐釜区间。
此外，由于盐釜港站和本盐釜站位置相同，而下马站北侧 - 本盐釜站区间同盐釜线并行，因此在建设时亦考虑了重新开通至盐釜鱼市场的可能性，在西盐釜站 - 本盐釜站之间预留了同盐釜线直通运转的结构。
在盐釜线运行末期，除了运输石油以外，也用于存放集装箱列车和拆除废弃货车。但随着汽车普及，沿线货物逐渐转移至卡车运输。而盐釜港的功能也在此时转移至仙台港，石油运输也在此时结束，盐釜线因此失去了收入源，于1994年（平成6年）休止，并于1997年（平成9年）全线废除。

### 年表
- 1887年（明治20年）12月15日：日本铁道线 郡山 - 仙台 - 盐竈开通。新设盐竈站
- 1888年（明治21年）10月11日：仙台 - 盐竈之间新设岩切站
- 1890年（明治23年）4月16日：伴随日本铁道线 岩切 - 一之关开通，岩切 - 盐竈（4M23C≒6.90km）降格为支线
- 1906年（明治39年）11月1日：日本铁道国有化
- 1909年（明治42年）10月12日：国有铁道线路名称制定。岩切 - 盐竈被指定为盐竈線
- 1930年（昭和5年）4月1日：由英制距离改为公制距离表示线路距离（岩切 - 盐竈4.3M→6.9km）
- 1933年（昭和8年）
  - 8月1日：长町-盐竈开始运行柴油车。
  - 8月15日：新设多贺城前站
  - 9月25日：货物支线 盐竈 - 盐竈港 (1.9km) 开通，新设（货）盐竈港站
- 1944年（昭和19年）
  - 5月1日：多贺城前站改名为陆前山王站
  - 11月15日：陆前山王 - 品井沼之间的东北本线货物迂回线（东北海岸线，即海线）开通，岩切 - 陆前山王 (2.0km) 编入东北本线
- 1956年（昭和31年）
  - 6月10日：（货）盐竈港站改名为（货）盐釜埠头站
  - 7月9日：伴随东北海岸线设置盐釜站，盐竈線改名为盐釜线，全线旅客营业废除。盐竈站改名为（货）盐釜港站
- 1965年（昭和40年）10月1日：货物支线 盐釜港 - 盐釜魚市场 (2.1km) 开通，新设（货）盐釜鱼市场站，运行鲜鱼货物列车。
- 1978年（昭和53年）12月1日：货物支线 盐釜港 - 盐釜鱼市场 (2.1km) 废除
- 1981年（昭和56年）11月1日：陆前山王 - 盐釜港（主线）和盐釜港 - 盐釜埠头（货物支线）区间合并为陆前山王 - 盐釜埠头区间。
- 1986年（昭和61年）10月21日：盐釜港站并入盐釜埠头站
- 1987年（昭和62年）4月1日：伴随国铁分割民营化，继承至日本货物铁道 (6.8km)
- 1990年（平成2年）4月1日：盐釜埠头站移设至旧盐釜港站的位置 (-1.9km)
- 1994年（平成6年）4月1日：伴随盐釜港站货物运输废除，陆前山王 - 盐釜埠头休止
- 1997年（平成9年）4月1日：伴随陆前山王 - 盐釜埠头废除，全线废除

## 旅客列车运行形态
1903年12月30日运行图调整时（日本铁道）
全部班次皆以仙台为始发站和终点站。
- 班次数：每日6对
- 所需时间：仙台 - 岩切共计14分钟，岩切 - 盐竈共计12分钟。

1950年10月1日运行图调整时
全部列车皆同东北本线直通运转，以仙台站或长町站为起点。
- 班次数：每日8对（其中2.5对以仙台为始发站和终点站，5对以长町为始发站和终点站，上行1班次以以岩沼为始发站和终点站）
- 所需时间：陆前山王 - 盐竈共计8分钟。

## 车站列表
全线皆位于宫城县佐世保市内。接续路线等以盐釜线废除时为准。
1997年废除区间
| 中文站名 | 日文站名 | 英文站名 | 站間距離 | 營業距離 | 接續路線                                                               | 所在地          |
| -------- | -------- | -------- | -------- | -------- | ---------------------------------------------------------------------- | --------------- |
| 陆前山王 |          |          | -        | 0.0      | 東日本旅客鐵道：■東北本線（JR東日本） （包括■仙石東北線） 仙台临海铁道 | 宫城县 多贺城市 |
| 盐釜埠头 |          |          | 4.9      | 4.9      |                                                                        | 宫城县 盐釜市   |

1978年废除区间
| 中文站名   | 日文站名 | 英文站名 | 站間距離 | 營業距離 | 接續路線 | 所在地        |
| ---------- | -------- | -------- | -------- | -------- | -------- | ------------- |
| 盐釜港     |          |          | -        | 0.0      |          | 宫城县 盐釜市 |
| 盐釜鱼市场 |          |          | 2.1      | 2.1      |          | 宫城县 盐釜市 |